# ネイロス

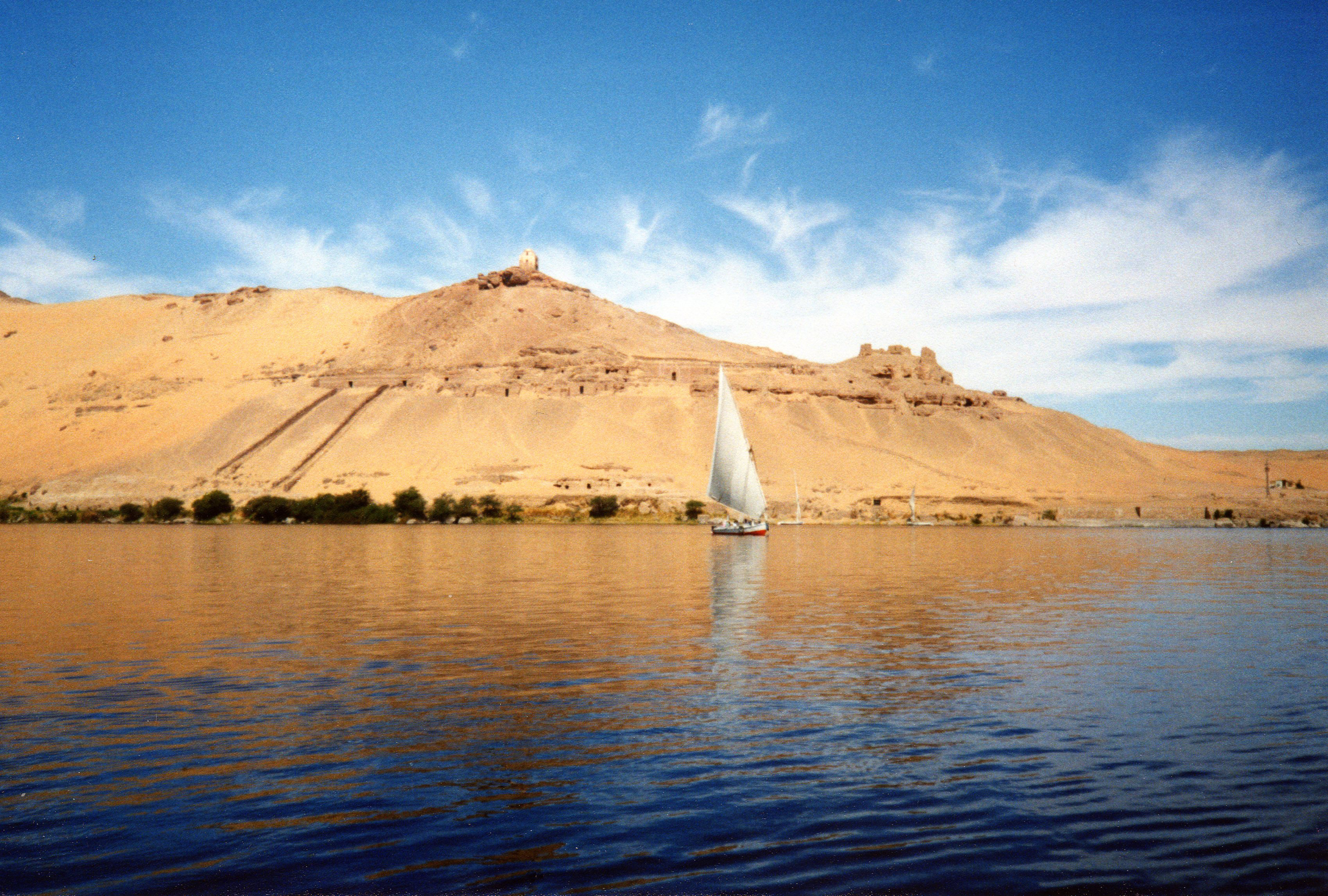
アスワン近くのナイル川。

ネイロス（古希: Νειλος, Neilos, 英: Nilus）は、ギリシア神話の神である。エジプトを流れるナイル川の河神で、大洋神オーケアノスとテーテュースの3000の子供の1人。娘メムピス、アンキノエー、アニッペー、エウリュッロエー、エウローペーの父。

## 概要
ナイル川について最初に言及した古代ギリシアの詩人はホメーロスである。ネイロスはヘーシオドスの『神統記』の中でオーケアノスの子供である諸河の中で最初に名前が挙げられている。ヒュギーヌスではトラーキア地方の河神ストリューモーンに次いで挙げられている。シケリアのディオドーロスによると川の名前はエジプト王ネイレウスに由来する。
古代ではナイル川について様々な言説があった。アトラース山の麓には3つの泉があり、その水は川とならずに砂の中に消えるが、この水が再び現れてナイル川になるとか、メソポタミア地方のエウプラーテース川が再び地上に現れてナイル川になり、さらにその水がアポローンの聖地デーロス島に現れてイノーポス川になると考えられた。あるいはナイル川は大陸を取り巻くオーケアノスから流れ出ており、それゆえ増水するという。もっとも、エジプト人によればオーケアノスとはナイル川のことに他ならなず、神々が誕生したのもこの川の近くであった。ナイル川を増水させるのはオシーリスの死を悲しむ女神イーシスの涙であるとも言われた。
娘のうちメムピスはイーオーとゼウスの子エパポスと結婚し、リビュエーを生んだ。リビュエーはポセイドーンとの間に双生児アゲーノールとベーロスを生み、ベーロスとアンキノエーから双生児ダナオスとアイギュプトス、ケーペウス、ピーネウスが生まれた。一説によると、アイギュプトスはネイロスの娘エウリュッロエーとの間に50人の息子を、ダナオスはエウローペーとの間に50人の娘をもうけた。さらに一説によるとアニッペーはポセイドーンとの間に暴虐なエジプト王ブーシーリスを生んだ。
シケリアのディオドーロスによると、エジプトのある王が自分の娘の名前にちなんだ都市メムピスを創建したが、ナイルの河神は王の娘に恋して牡牛となり、彼女との間にアイギュプトスをもうけた。
ナイル川の河神は古代から神像が作られていたが、パウサニアースによると他の河神は白い大理石で像が制作されたのに対して、ナイル川はアイティオピアーを流れるために、黒い石で神像が制作されたと述べている。

## ギャラリー

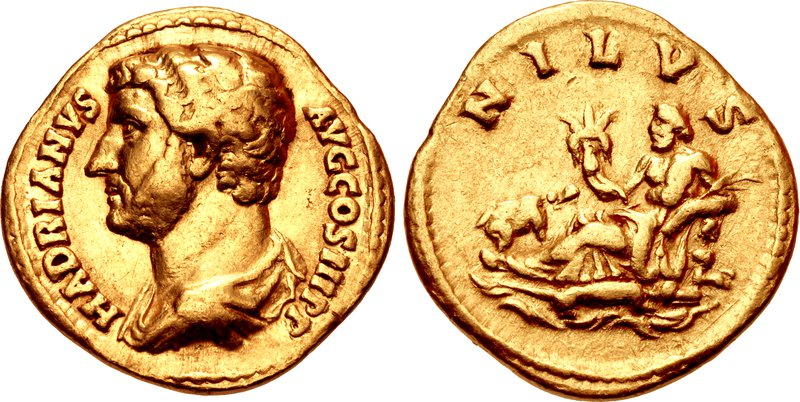
ハドリアーヌス帝が発行したアウレウス金貨に刻まれたネイロス神
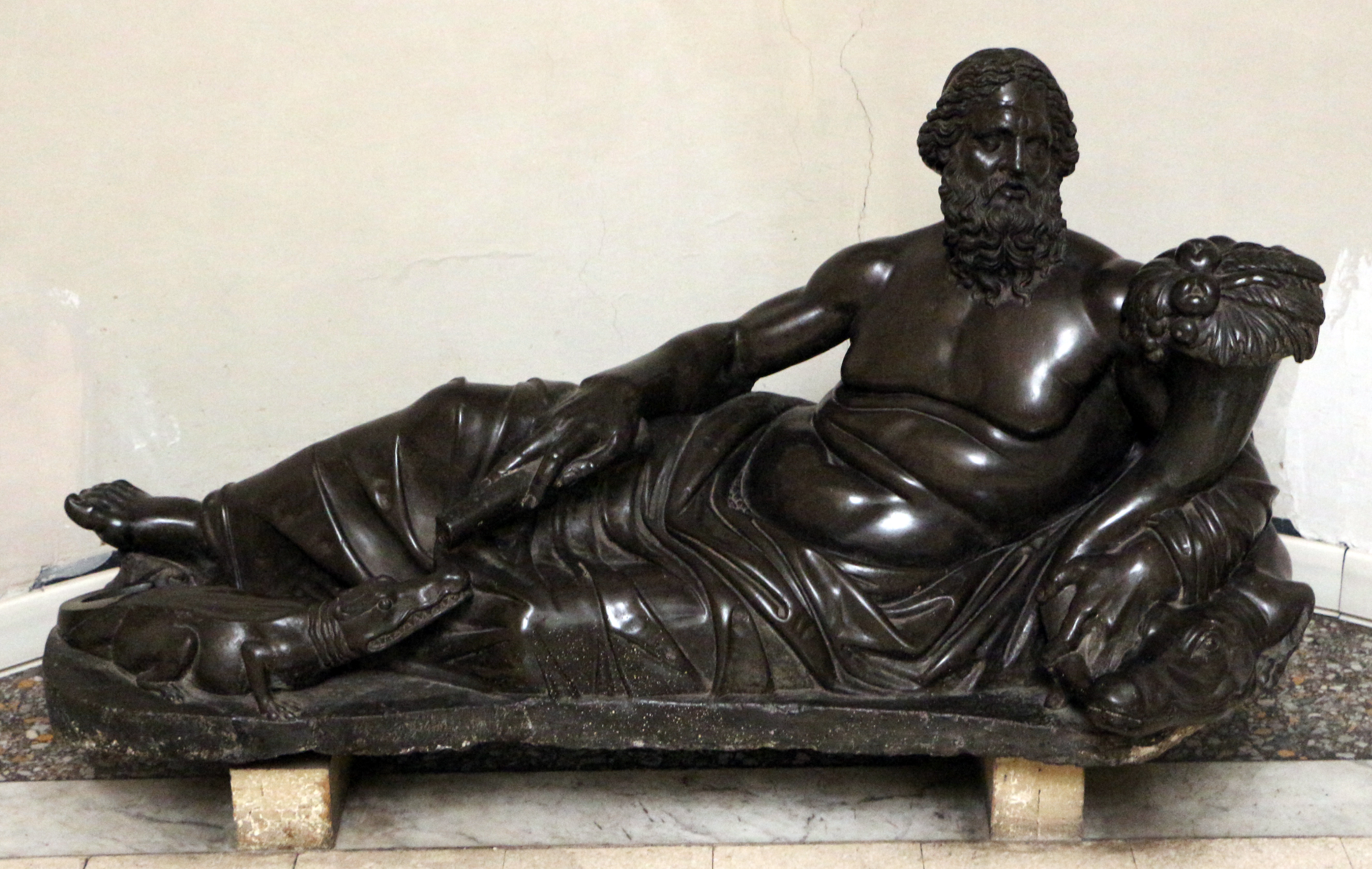
黒いネイロス神像。ドーリア・パンフィーリ美術館所蔵
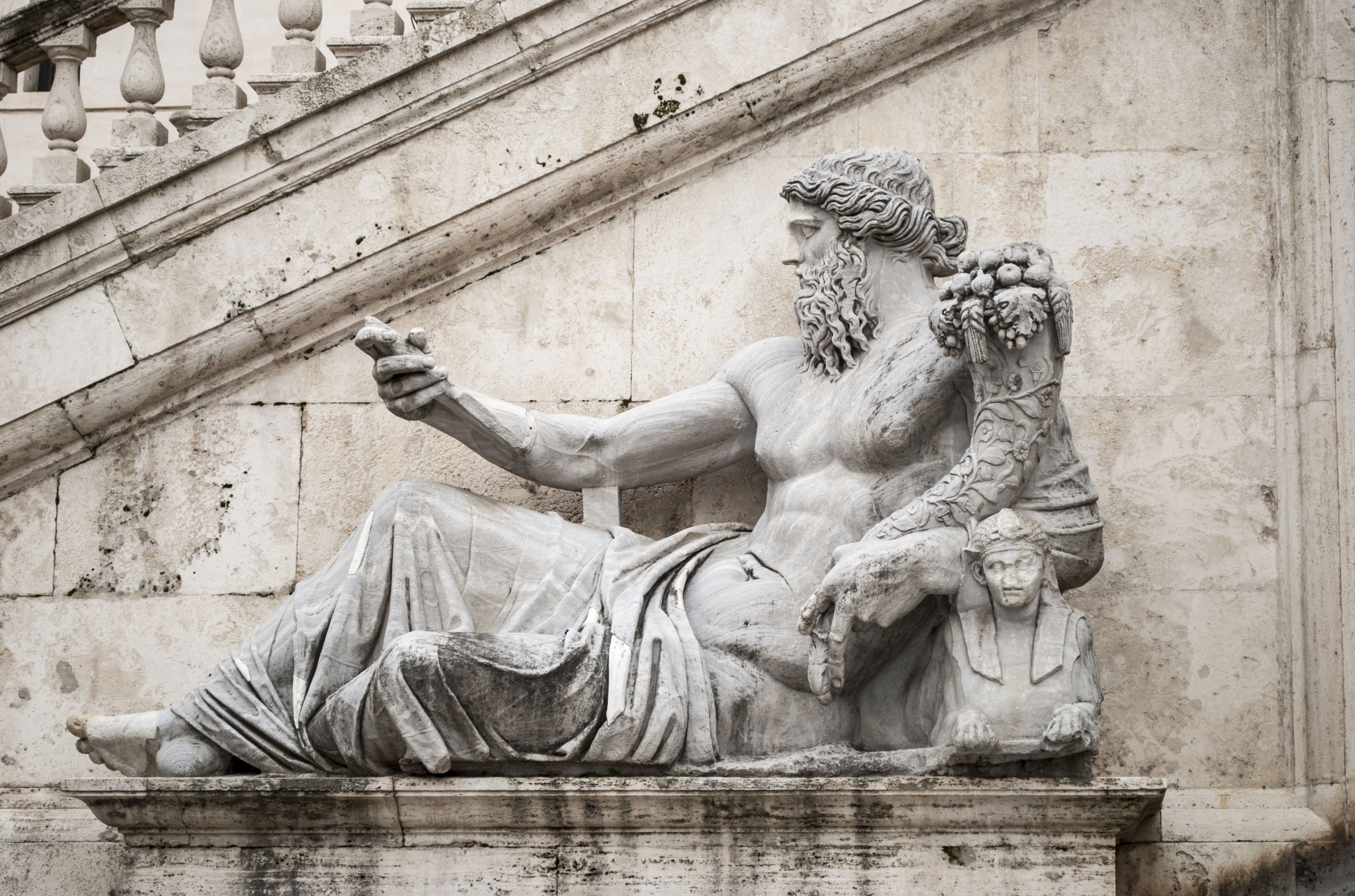
ミケランジェロ・ブオナローティが設計したカンピドーリオ広場（イタリア語版）のナイル川の擬人像